# 八洞神仙
八洞神仙（はちどうしんせん）は、中国古代道教における合計24人の仙人。

## 構成
清代の文献『何仙姑宝巻』や『八仙上寿宝巻』にそれぞれ記述があるが、上八仙や下八仙の内訳が異なる。
上八仙
『何仙姑宝巻』では
1. 福星（ふくせい）
2. 禄星（ろくせい）
3. 寿星（じゅせい）
4. 張仙（中国語版）（ちょうせん）
5. 東方朔（とうほうさく）
6. 陳摶（ちんたん）
7. 彭祖（ほうそ）
8. 驪山老母（れいざんろうぼ）

だが、『八仙上寿宝巻』では、上八仙に寿星・王母・観音・斗姆・黎山老母・聖母娘・金刀娘を挙げている。
中八仙
これはもともと成立していた八仙を、「中八仙」と改称したもので、上八仙、中八仙、下八仙の三組構成に取り入れたのである。
1. 李鉄拐（りてっかい）
2. 漢鍾離（かんしょうり）
3. 呂洞賓（りょどうひん）
4. 藍采和（らんさいわ）
5. 韓湘子（かんしょうし）
6. 張果老（ちょうかろう）
7. 曹国舅（そうこっきゅう）
8. 何仙姑（かせんこ）

下八仙
『何仙姑宝巻』では
1. 広成子（こうせいし）
2. 鬼谷子（きこくし）
3. 孫臏（そんぴん）
4. 劉海蟾（りゅうかいせん）
5. 寒山（かんざん）
6. 拾得（じっとく）
7. 李八百（中国語版）（りはっぴゃく）
8. 麻姑（まこ）

だが、『八仙上寿宝巻』では張仙・劉伯温・諸葛亮・苗光裕・徐茂公・魯寧秀・牛郎・織女。